# اولین حضور
در کتاب‌های کامیک آمریکایی و داستان‌های دیگر با سابقه طولانی، اولین حضور به اولین شماره‌ای مربوط می‌شود که دارای یک شخصیت خیالی است. این شماره‌ها اغلب به دلیل کمیاب بودن و وضعیت نمادین، بسیار مورد توجه مجموعه داران قرار می‌گیرند.